# Harper (Oregon)
Harper – jednostka osadnicza w Stanach Zjednoczonych, w stanie Oregon, w hrabstwie Malheur.